# Kroatisches Museum für Naive Kunst
Das Kroatische Museum für Naive Kunst (kroatisch Hrvatski muzej naivne umjetnosti) ist ein Kunstmuseum in der kroatischen Hauptstadt Zagreb, in dem Werke von Naiven Künstlern des 20. Jahrhunderts ausgestellt werden. Das Museum besitzt über 1.850 Kunstwerke, darunter Gemälde, Skulpturen, Zeichnungen und Kunstdrucke, vor allem von kroatischen, aber auch bekannten internationalen Künstlern. Von Zeit zu Zeit organisiert das Museum themenbezogene Sonderausstellungen, Fachtagungen und Workshops. Das Museum wurde 1952 gegründet und befindet sich auf einer Fläche von 350 Quadratmetern in der ersten Etage des im 18. Jahrhundert erbauten Raffay-Palasts in der Sv. Ćirila i Metoda 3 in Zagreb.

## Geschichte
Das Museum wurde am 1. November 1952 als Bäuerliche Kunstgalerie (Seljačka umjetnička galerija) in Zagreb gegründet. Ab 1956 war das Museum als Galerie der Primitiven Kunst (Galerija primitivne umjetnosti) bekannt und war von da an Teil der Städtischen Galerien Zagrebs (heute Museum für Zeitgenössische Kunst). Nach einer Entscheidung des Kroatischen Parlaments im Jahre 1994 wurde das Museum in Kroatisches Museum für Naive Kunst umbenannt. Es gilt heute als das weltweit erste Museum für Naive Kunst.

## Sammlungen
Das Museum ist im Besitz von mehr als 1850 Ausstellungsstücken, darunter sind etwa 80 Werke aus den frühen 1930er Jahre bis in die 1980er Jahre. Der Schwerpunkt liegt dabei auf kroatischen Künstlern, vor allem auf Vertretern der Hlebine-Schule. Darüber hinaus sind auch Werke von bedeutenden Künstlern anderer Nationen zu sehen. In der Dauerausstellung werden unter anderem Werke gezeigt von:
| Kroatische Künstler - Eugen Buktenica (1914–1997) - Emerik Feješ (1904–1969) - Dragan Gaži (1930–1983) - Ivan Generalić (1914–1992) - Josip Generalić (1936–2004) - Drago Jurak (1911–1994) - Mijo Kovačić (born 1935) - Ivan Lacković Croata (1931–2004) - Martin Mehkek (born 1936) - Franjo Mraz (1910–1981) - Ivan Rabuzin (1921–2008) - Matija Skurjeni (1898–1990) - Petar Smajić (1910–1985) - Slavko Stolnik (1929–1991) - Lavoslav Torti (1875–1942) - Ivan Večenaj (* 1920) - Mirko Virius (1889–1943) | internationale Künstler - Ilija Bašičević (1895–1972) - Enrico Benassi (1902–1978) - Erik Bödeker (1904–1971) - Ilija Bosilj (1895–1972) - Willem Van Genk (1927–2005) - Pietro Ghizzardi (1906–1986) - Pavel Leonov (1906–1986) - Sofija Naletilić Penavuša (1913–1994) - Vangel Naumovski (1924) - Nikifor (1895–1968) - Sava Sekulić (1902–1989) - Milan Stanisavljević (1944) - Germain van der Steen (1897–1985) - Simon Schwartzenberg (1895–1990) |